# Kap Robertson
Kap Robertson ist ein Kap an der nordwestlichen Küste von Laurie Island im Archipel der Südlichen Orkneyinseln. Es liegt 1,5 km östlich des Route Point am nördlichen Ende der Mackenzie-Halbinsel und markiert westlich die Einfahrt zur Jessie Bay.
Auf Kartenmaterial der Scottish National Antarctic Expedition (1902–1904) ist der Name des Kaps irrtümlich am Ort des Route Point verzeichnet. Expeditionsleiter William Speirs Bruce benannte es nach Thomas Robertson (1855–1918), Kapitän der Scotia bei dieser Forschungsreise.